# Måske ku' vi
Måske ku' vi è un film del 1977 diretto da Lasse Nielsen e Morten Arnfred.
È il secondo di un'ideale trilogia di film danesi sul passaggio dall'adolescenza all'età adulta tutti sceneggiati e diretti da Nielsen. Gli altri film della trilogia sono La' os være (1975) e Du er ikke alene (1978).

## Trama
Kim è un quindicenne che vive solo con la madre, e come ogni altro ragazzo della sua età trascorre le sue giornate tra feste, ragazze e ciclomotori. Un giorno, però, la sua vita prende una svolta inaspettata: durante una rapina in banca viene preso in ostaggio insieme ad una ragazza, Marianne, e portato nel covo dei ladri.
Nonostante nasca un'amicizia tra Kim, Marianne e il capo dei rapinatori, i due ragazzi, appena ne hanno la possibilità, fuggono verso la campagna e si rifugiano in una casa vuota. Qui, consumano il loro primo amore ed hanno una serie di piacevoli avventure, ma alla fine dovranno fare ritorno alla loro vita quotidiana.

## Critica
Come altri film diretti da Lasse Nielsen, la pellicola fu criticata per la presenza di alcune scene di nudo integrale avente per protagonisti alcuni attori, tra cui il protagonista Karl Wagner.